# Volkswagen Brasilia
A Volkswagen Brasilia egy kiskategóriás autó, melyet a Volkswagen autógyár brazíliai vállalata gyártott 1973 és 1982 között. Nevét Brazília fővárosának, Brazíliavárosnak a portugál elnevezéséről kapta. A farmotoros, hátsókerék-meghajtású autóba a Volkswagen Bogárból ismert 1600 cm³-es, léghűtéses boxermotor került. A Volkswagen do Brasil kínálatában a Brasilia mellett ekkoriban olyan egzotikus és ma már ritkaságszámba menő modellek voltak, mint például a Volkswagen SP2.

## Modelltörténet
1970 szeptemberében a Volkswagen do Brasil elnöke, Rudolf Leiding komoly kihívás elé állította gyár tervezőit. Az volt a célja, hogy a brazil piacnak legyen egy saját, a Volkswagen Bogárhoz hasonlóan népszerű és sikeres, ugyanakkor a kor brazil jellemvonásait jobban magán viselő modellje. Akkoriban a Bogáron kívül csak a T1 kisbusz és a Karmann Ghia számított sikeresnek a dél-amerikai országban a Volkswagen léghűtéses autói közül. Leiding számára különösen fontos volt, hogy az új modell praktikus, gazdaságos és a Bogárnál nagyobb legyen.
Három hónap alatt több, mint 40 prototípus készült el, legtöbbjük kirívó, figyelemfelkeltő dizájnnal, széles, ívelt szélvédőkkel. Ezek elkészítése azonban költséges volt, a Volkswagen célja pedig épp a kedvező ár lett volna, hogy hatékonyan felvehesse a versenyt az újonnan megjelent Chevrolet Chevette latin-amerikai verziójával, mely az európai Opel Kadett alapján készült.

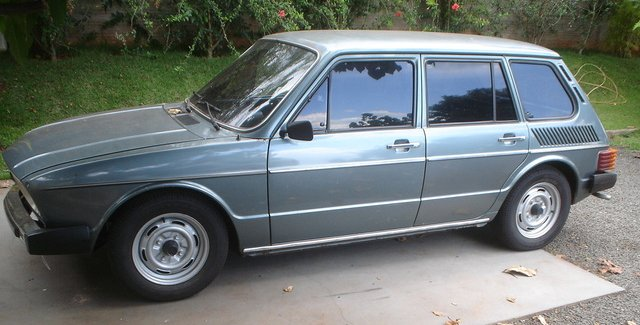
Ötajtós Brasília

Amikor megszületett a végleges dizájn és a Volkswagen do Brasil a sorozatgyártásra készült, egy akkor még ismeretlen autós újságíró, Cláudio Larangeira sikeresen megpillantott és lefotózott néhány tesztelés alatt álló kész modellt a gyár környékén. Miután a Volkswagen biztonsági őrei többszöri felszólítása ellenére sem távozott a helyszínről, rálőttek a kocsijára. Az esett kisebb felzúdulást váltott ki a brazil médiában, a gyár végül a nyilvánosság nyomására hivatalos bocsánatkérést tett közzé az eset miatt. Az elkészült fotókat a Quatro Rodas című lap vette meg, melynek eladásai ezután föllendültek, csakúgy, mint Larangeira karrierje, aki rögtön állást kapott az újságnál.
A Brasilia névre keresztelt modell eleje nagyban hasonlított a német Volkswagen 412-ére, hátulja pedig a Dél-Amerikában kevésbé sikeres Typ 3 brazil variánsára emlékeztetett. Az értékesítés 1973-ban kezdődött meg. Az autónak volt egy ötajtós változata is, így ez lett az első Brazíliában gyártott ötajtós ferde hátú, ebből azonban kevés készült a leggyakoribb karosszériaváltozat a háromajtós ferde hátú volt.
Az 1982-ig tartó gyártási időszak alatt több egymillió Brasilia készült el, melyeknek egy részét Chilébe, Portugáliába, Bolíviába, Peruba, Ecuadorba, Venezuelába, Paraguayba, Uruguayba és a Fülöp-szigetekre exportálták. 1974 és 1982 között Mexikóban is folytak az összeszerelési munkálatok. 1976 márciusától kezdve Nigériába is kerültek összeszerelésre váró, ötajtós ferde hátú változatok. Az itt elkészült modellek Igala néven kerültek piacra.

## Motor és sebességváltó
A Brasiliát eleinte kizárólag 1600 cm³-es, négyhengeres, egykarburátoros boxermotorral szerelték, melyet a Volkswagen Bogárból emelt át a gyár. 1974-ben megjelent a dupla karburátoros változat, mely autópályán 10,4, míg városban 14 kilométert tudott megtenni egy liter benzinnel. Az 1980-as évek elejétől kezdve az autó rendelhető volt 1300 cm³-es, 49 lóerős alkoholos motorral is.

## Teljesítmény
A brazil Quatro Rodas című autósújság 1980 márciusában egy tesztsorozattal több szempontból is összehasonlította a Brasiliát és legnagyobb vetélytársát, a GM Chevette-et. A gyorsulási teszten a Chevette jobbnak bizonyult a léghűtéses Volkswagennél, míg előbbi 19,7 másodperc alatt gyorsult nulláról száz km/h-ra, addig utóbbinak 23 másodpercre volt szüksége ehhez. A Chevette végsebessége 138 km/h volt, a Brasilia viszont csak 129 km/h-ra gyorsult fel. A fogyasztási versenyt szintén a General Motors modellje nyerte, mivel 15,4 kilométert tett meg egy liter benzinnel, a Brasilia viszont csak 13,4 kilométerig jutott az adott teszten.
Farmotoros, hátsókerék-meghajtású felépítéséből kifolyólag a Brasilia nem volt túlzottan stabil nagy sebességnél, ezért sok tulajdonos alacsonyabbá tette a felfüggesztést, hogy ezzel jobbá váljon a kocsi úttartása. Emellett sokan lecserélték a gyári, 5,90x14-es gumiabroncsokat is 175/80-14-esekre. Az autóba gyárilag előre tárcsa-, hátulra dobfékek kerültek.

## Biztonság
A Brasiliát 1977-től a nagyobb biztonság érdekében kétkörös fékrendszerrel szerelték és a kormánykereket is átalakították, hogy ütközés esetén kevésbé legyen sérülésveszélyes.

## A gyártás befejezése
A Brasilia sikeres modell volt és megbízhatósága miatt nagy népszerűségnek örvendett a maga idejében. Annak ellenére, hogy több szempontból is a Bogáron alapult, egy fiatalos, modern kinézetű városi autónak számított, legalábbis a Volkswagen akkori kínálatának többi modelljével összehasonlítva. A kocsi olyan jó fogadtatásban részesült, hogy 1975-ben az is felmerült a Volkswagen do Brasilnál, hogy befejezi az öregedő konstrukciójú Bogár gyártását és a Brasilia egy orrmotoros, vízhűtéses változatával helyettesíti azt. A gyár végül úgy döntött, hogy inkább egy teljesen új orrmotoros modellt tervez, ekkor jött létre a Volkswagen Gol. Emellett végül a Bogár gyártása sem állt le, kisebb-nagyobb megszakításokkal egészen 1996-ig folytatódott. A Gol először 1,3 literes motorral jelent meg, így nem volt komoly ellenfél a Brasilia számára, később azonban 1,6-os léghűtéses motort kapott. Ezután a gyár úgy látta, hogy az új modell nagyobb sikerrel veheti fel a versenyt a Fiat 147-tel, a Ford Corcellel és a Chevrolet Chevette-tel, mint a Brasilia, melynek gyártása ezért 1982-ben befejeződött.

## Galéria

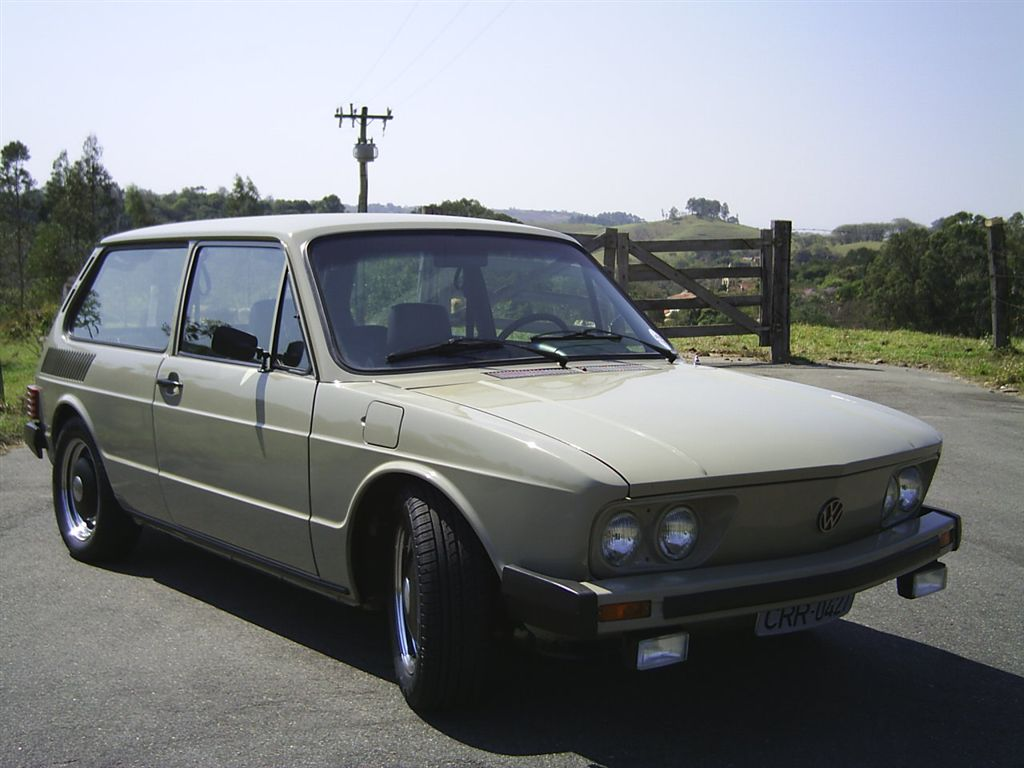
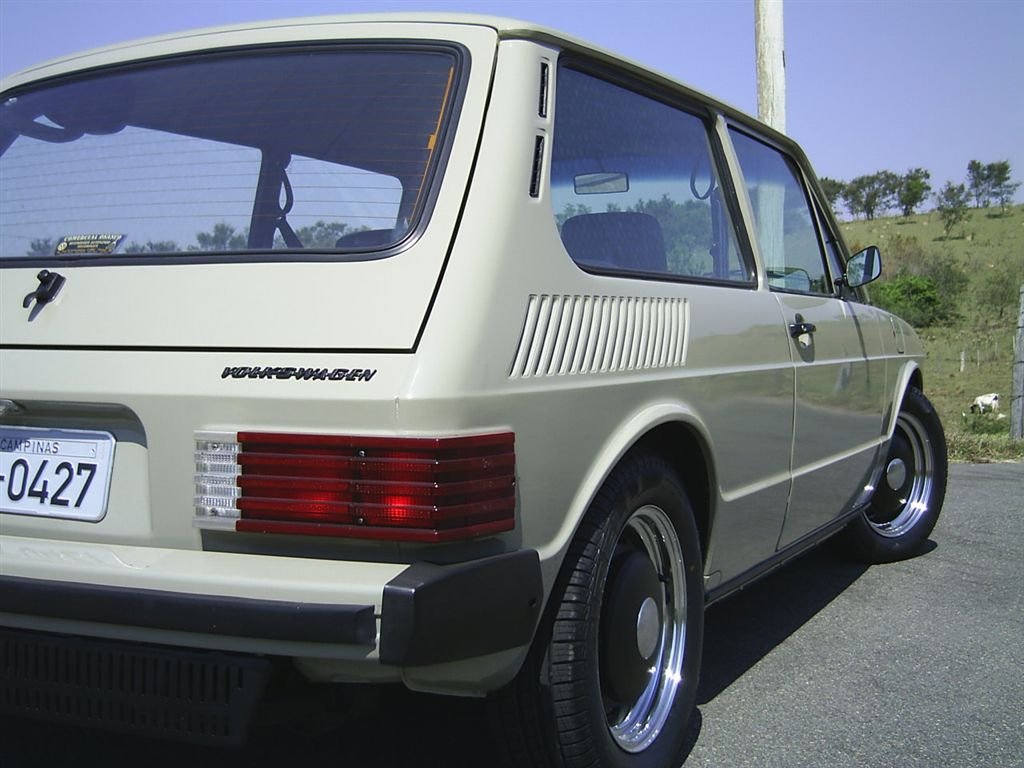
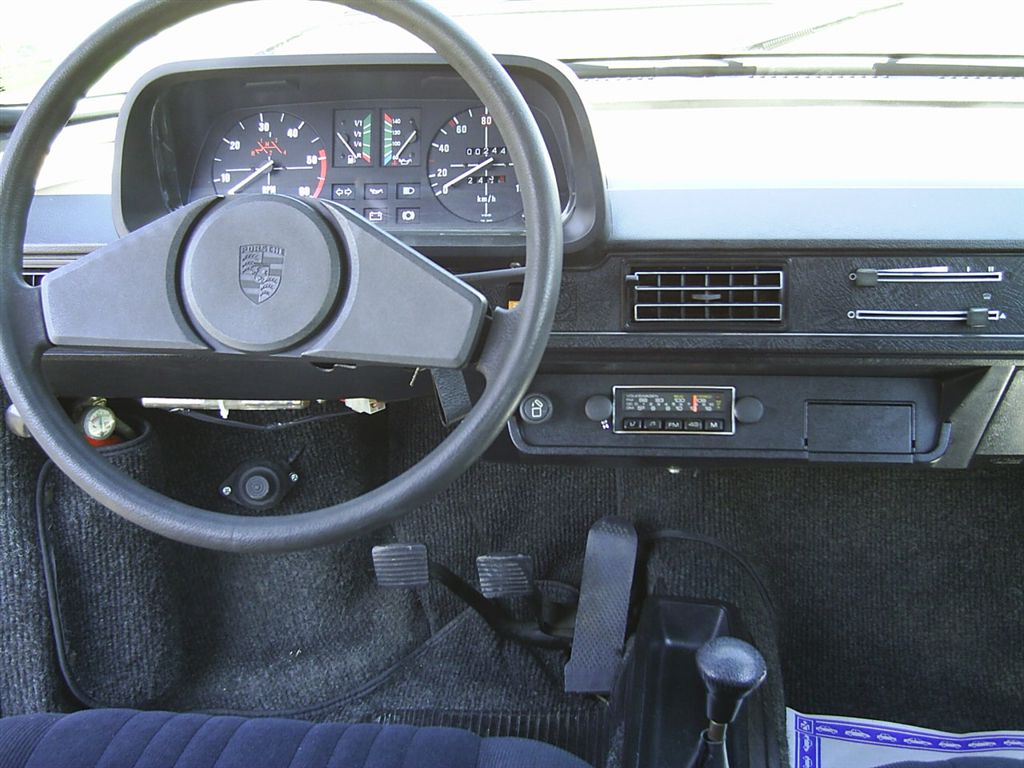
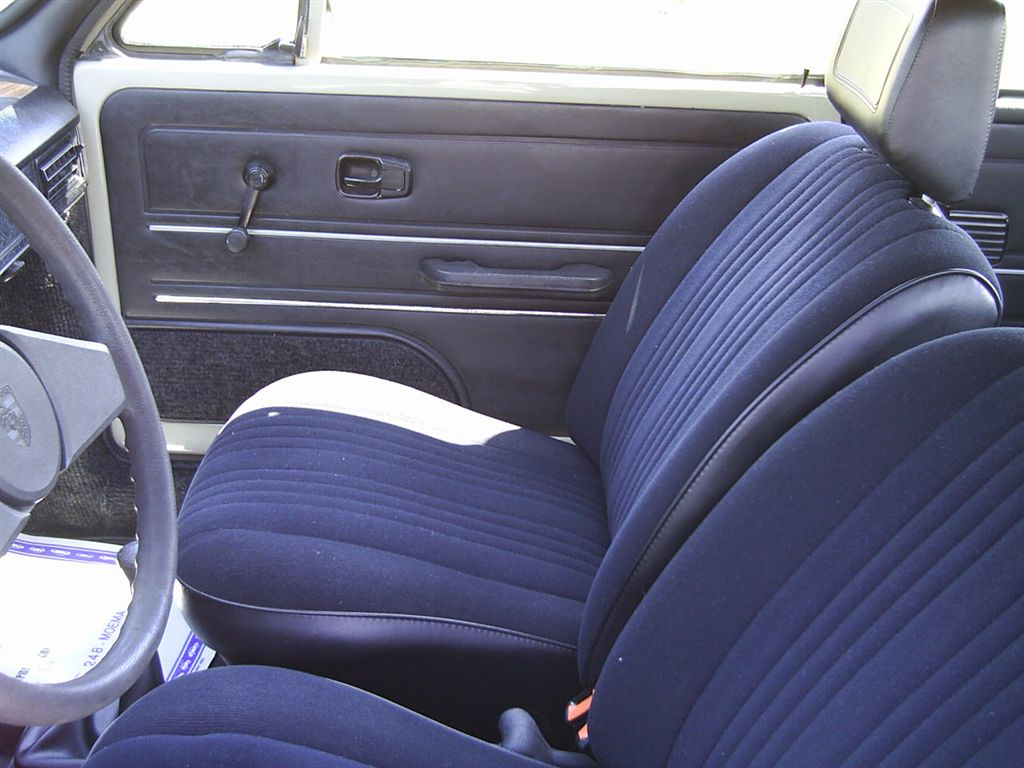
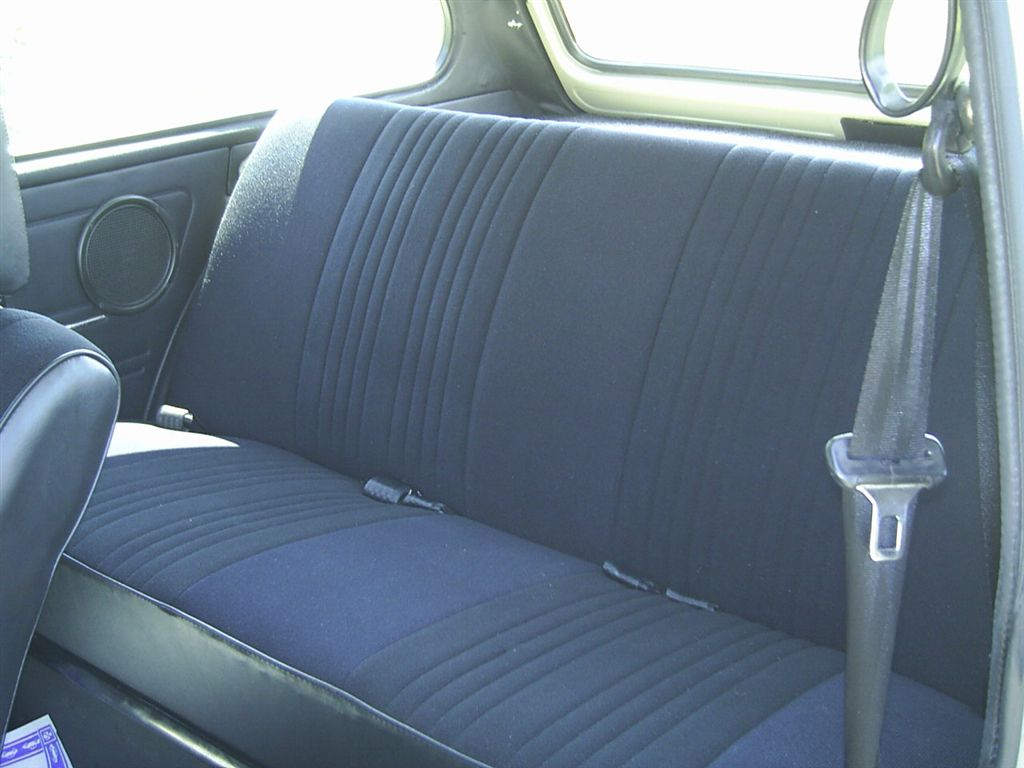
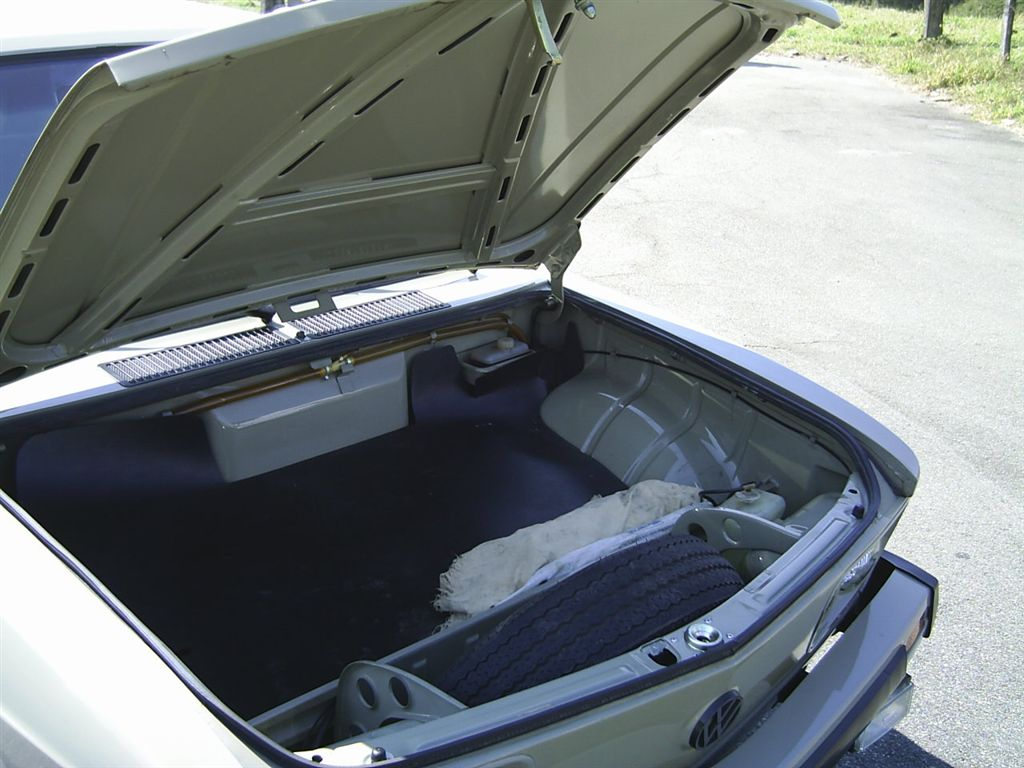
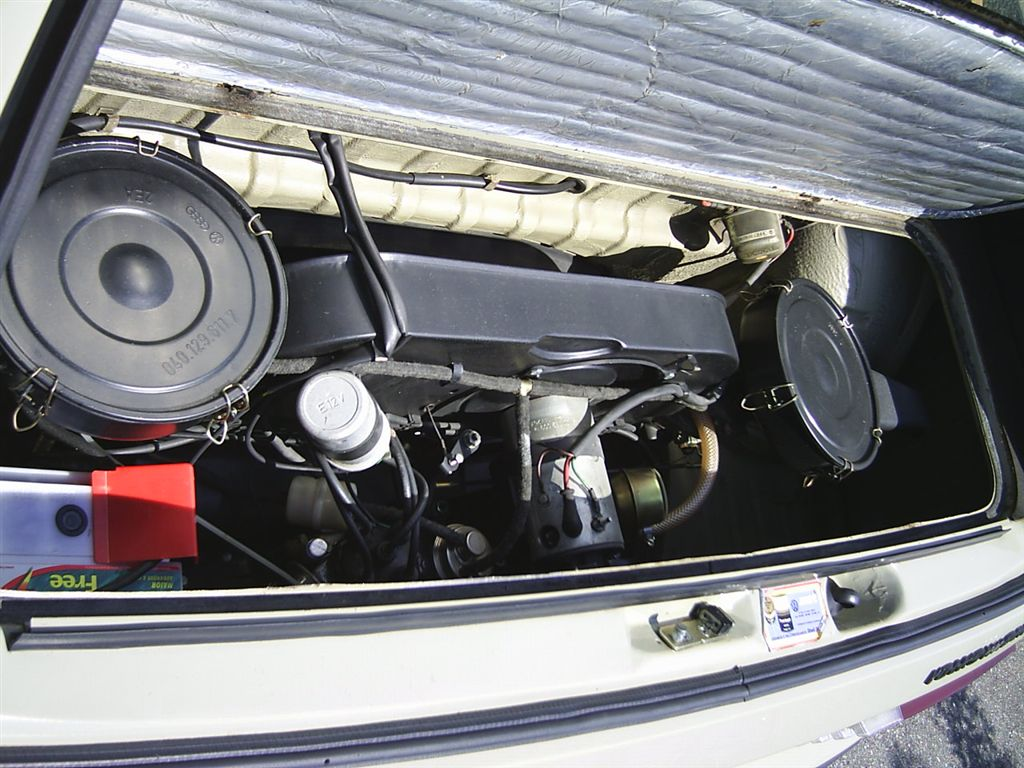
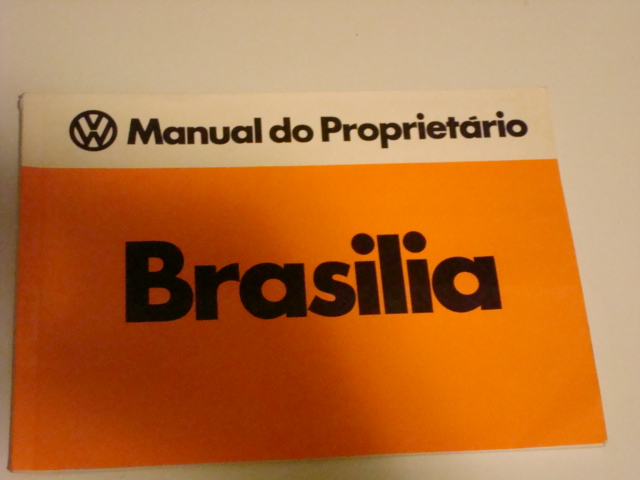